# Порик, Василий Васильевич
Васи́лий Васи́льевич По́рик (17 февраля 1920 — 22 июля 1944) — Герой Советского Союза, лейтенант РККА, организатор и командир партизанского отряда в северной Франции.

## Биография
Василий Васильевич Порик родился в селе Соломирка Литинского уезда Подольской губернии (ныне село Порик Хмельницкого района Винницкой области Украины) в крестьянской семье. Украинец. Член ВКП(б) с 1941 года.
В Красной Армии с 1939 года. В 1941 году окончил Харьковское пехотное училище. На фронтах Великой Отечественной войны воевал в составе 6-й армии Юго-Западного фронта. В июле 1941 года попал в окружение под Уманью, воевал до последнего патрона. Был ранен, попал в плен.
Летом 1942 года был отправлен в концлагерь Бомон в провинции Артуа департамента Па-де-Кале (Франция). В плену Василий Порик участвовал в организации подпольного комитета военнопленных. Установил связь с французским Сопротивлением. Сумел сбежать из концлагеря. После побега создал партизанский отряд, воевавший против оккупантов в северной Франции.
24 апреля 1944 года с несколькими своими соотечественниками жил в доме Салик-Ревьяко, русской по происхождению. Извещённые осведомителем фашисты окружили дом, открыли огонь. Тяжело раненого Порика перевезли в тюрьму Сен-Никез в Аррасе. Даже под пытками Порик не выдал имена своих друзей. Убив 6-и см гвоздëм немецкого часового который он сумел зубами вытащить из стены , ему удалось сбежать и вернуться в Энен-Льетар. Здесь руководитель Сопротивления Жермен Лоэс обратился за помощью к доктору Ружу, который, понимая необходимость хирургической операции для Порика, пригласил доктора Лугеза. Тайно Порика привезли в клинику Ste-Barbe и провели успешную операцию. На время выздоровления больного приютила чета Гастон.
Порик возобновил свою деятельность, ещё не поправившись окончательно. 25 июня 1944 года Василий Порик вошёл в качестве заместителя в созданный в тот день Марком Слободинским штаб военного и политического руководства советских партизан на севере Франции. За время своей деятельности с июля 1943 года отряд Василия Порика пустил под откос 11 немецких поездов с военными грузами и солдатами и взорвал 2 железнодорожных моста, уничтожил более 300 немецких солдат, сжёг 14 автомашин немцев. 4 июля 1944 года немецкий военный трибунал (OFK 670) приговорил Василия Порика к смертной казни.
22 июля 1944 года в Лос-ан-Гоэль отряд попал в засаду. В тот же день в 19:44 он был расстрелян вместе со своим товарищем Василом Дозенковым у рва крепости Арраса. Он стал последним из 218 расстрелянных в Аррасе. Похоронен на кладбище коммуны Энен-Бомон.
Указом Президиума Верховного Совета СССР 21 июля 1964 года В. В. Порик был удостоен звания Героя Советского Союза. Стал единственным, кто был удостоен этого высокого звания за участие во французском Сопротивлении.

## Награды
- Герой Советского Союза (1964);
- орден Ленина (1964).

## Память

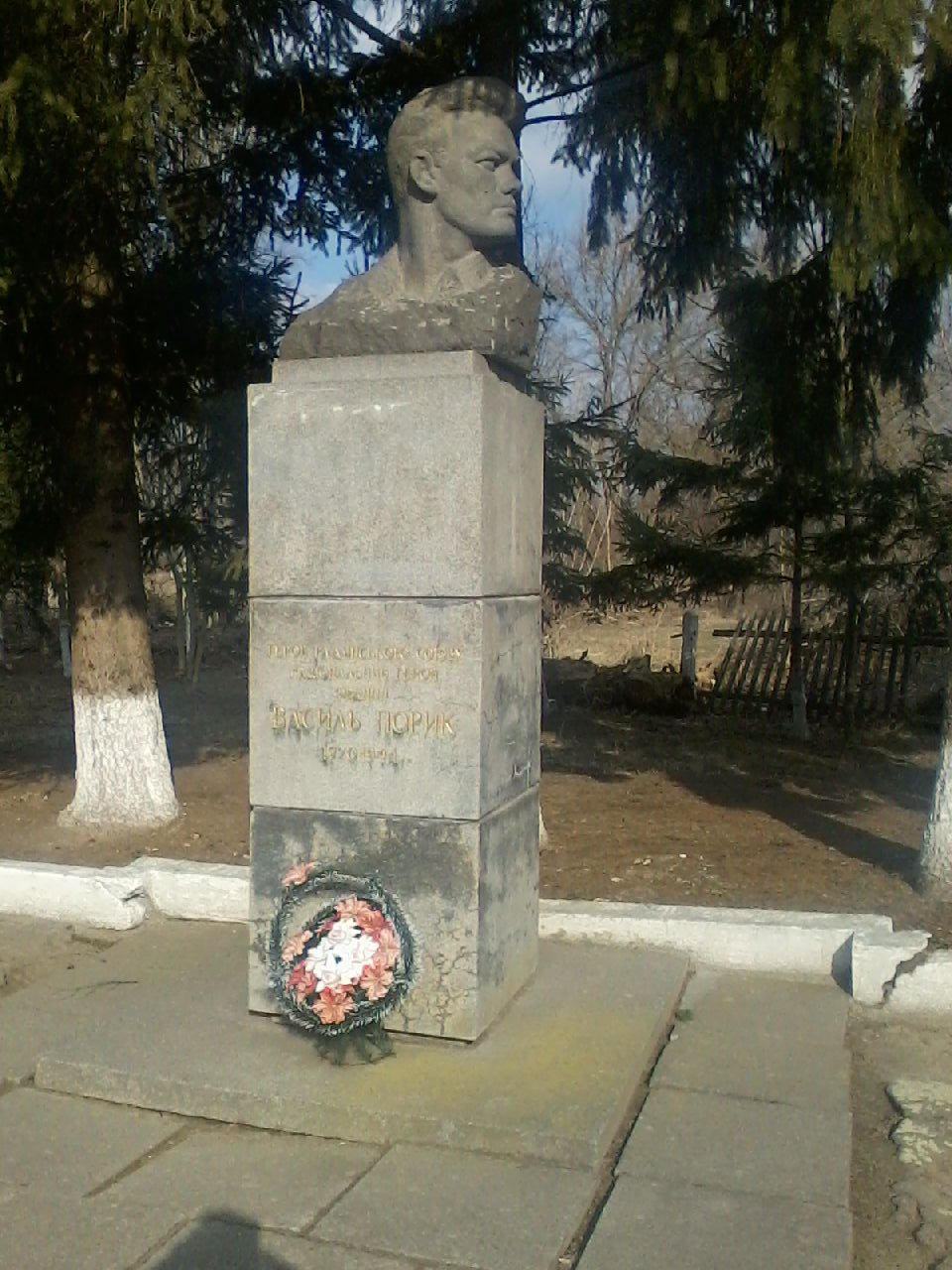
Памятник Василию Порику в селе Порик Винницкой области (Украина)

- Имя Героя высечено на стене Аррасской крепости среди других имен участников движения Сопротивления[8].
- В Энен-Бомон установлен гранитный памятник работы А. Ф. Игнащенко[9][10]. Открыт 18 февраля 1968 года[1].
- В 2015 году к 9 мая украинский Институт национальной памяти выпустил 10 плакатов с фотографиями и краткой аннотацией, посвящённых украинцам, воевавшим в армиях союзников в годы Второй мировой войны. Среди них был и Василий Порик[11].
- Именем Василия Порика был назван танкер Новороссийского морского пароходства, находился в эксплуатации в период 1966—1988 годов[12][13].
- В апреле 2024 года в городе Брюэ-ла-Бюисьер (Франция) прошла книжная ярмарка, в рамках которой прошла презентация книги писателя Жака Кмецяка "Vasil Porik: un guérillero soviétique au coeur du «Pays noir»[14].

### Улицы
- В Киеве, Виннице и Хмельнике именем Героя названы улицы.[источник не указан 2218 дней]
- В городе Киеве именем Героя названа одна из улиц в Подольском районе.
- В городе Грене (Па-де-Кале) Франция, открыт сквер, названный в честь Василия Порика[15].

### Художественная литература
- 1965 — «Поединок с гестапо Архивная копия от 24 сентября 2015 на Wayback Machine» // «Мир приключений». Авторы: Травинский В., Фортус М.
- 1969 — повесть «С алым цветком в петлице» (фр. «Le jeune homme à la rose») французского писателя Андре Пьеррара[фр.][16].
- «Почётный Легион Романа Шамрая» Вадима Собко.

### Кино
- 1967 — «Василий Порик» режиссёра А. Слисаренко по сценарию Б. Колодного. Украинская студия хроникально-документальных фильмов.
- 1970 — «Узники Бомона» режиссёра Юрия Лысенко по сценарию Юрия Лысенко и Жоржа Журибеды, в главной роли Михаил Голубович. Киностудия Довженко.